# Geografía física de Cantabria

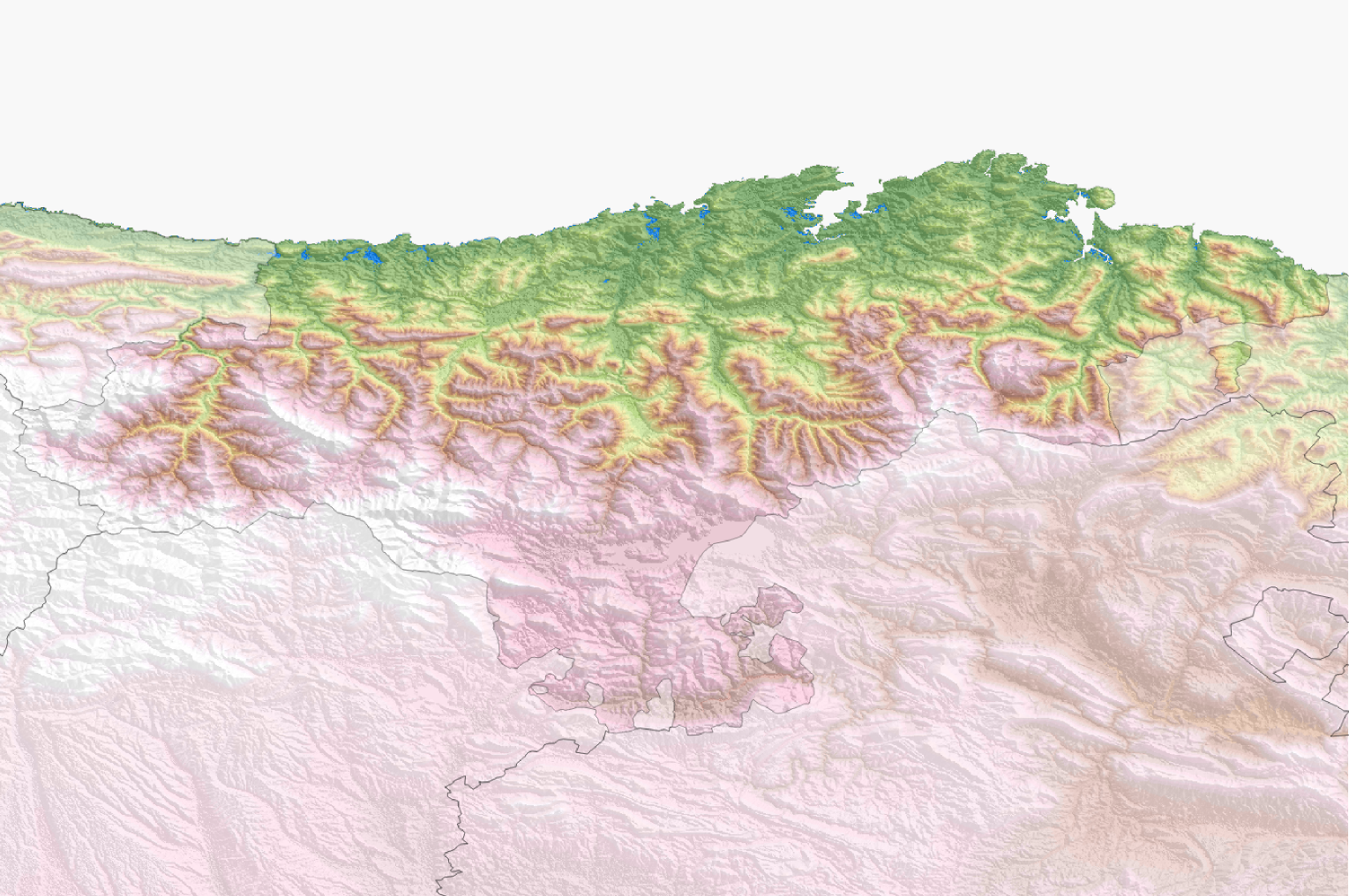
Mapa físico de Cantabria.

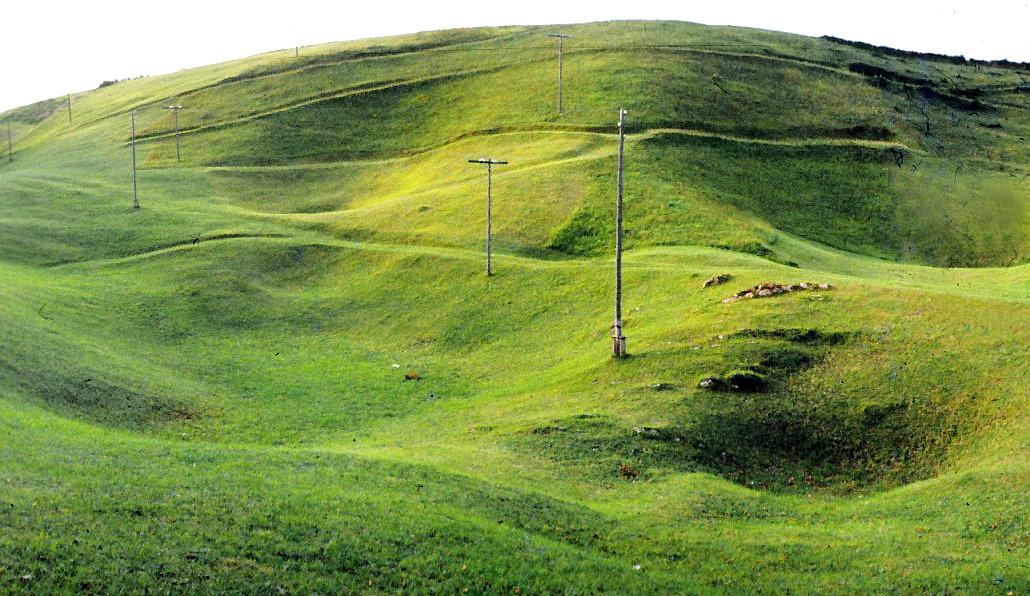
Dolinas, también conocidas localmente como jous, en un prado de Cantabria.

Cantabria se encuentra en el sector central de la costa cantábrica. Limita al norte con el mar Cantábrico y al oeste con Asturias, al este con el País Vasco y al sur con Castilla y León (León, Palencia, y Burgos). Existe un enclave cántabro en Vizcaya, el Valle de Villaverde, y tres enclaves palentinos en Cantabria: Cezura, Lastrilla y Berzosilla, en el sur. 
Posee una superficie de 5321 km² y sus costas tienen una longitud total de 165,7 kilómetros. Su cabo más sobresaliente es el Cabo de Ajo (43°30′42.49″N 3°35′26.66″O / 43.5118028, -3.5907389).
En Cantabria, de manera general, encontramos tres ámbitos geográficos bien diferenciados: La Marina, La Montaña y Campoo y los valles del sur pertenecientes a las cuencas del río Ebro y del Duero. La presencia predominante de la montaña explica que históricamente además se conozca a la región entera como La Montaña. El 50% de su territorio está por encima de los 600 metros de altitud y el 75% a más de 200 m. Un tercio de la región presenta pendientes de más del 30%.

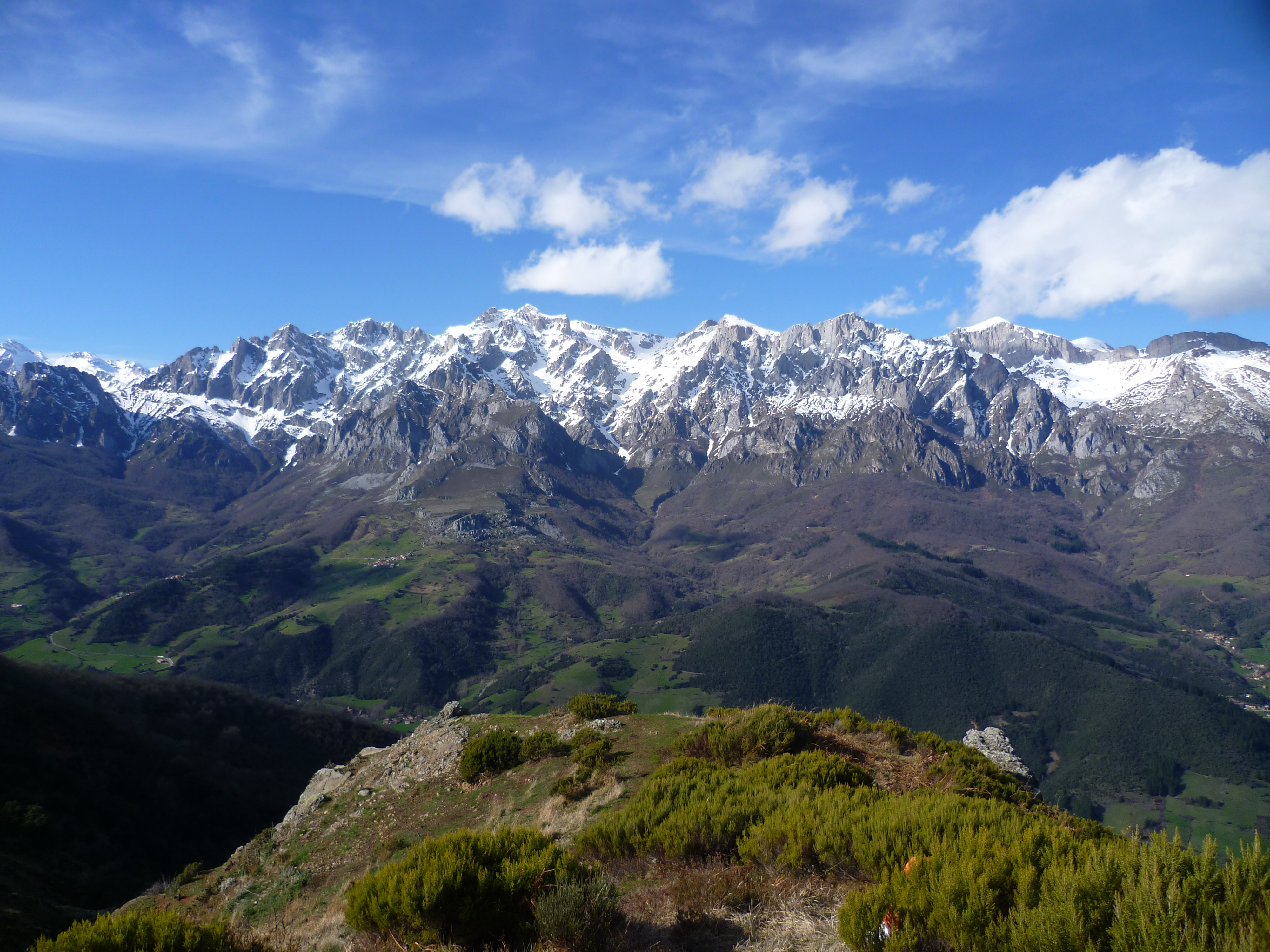
Macizo de Ándara en los Picos de Europa. La piedra caliza surgió por la compresión de los sedimentos depositados bajo el mar durante el período Carbonífero, entre 345 y 280 millones años atrás.

Cantabria se asienta en el sector central de la Cordillera Cantábrica. Al este se encuentra el imponente macizo occidental de los Picos de Europa, que se eleva a más de 2000 metros, cerrada por el norte por la sierra de Peña Sagra. Los Picos de Europa son una unidad con personalidad propia, ya que se trata de un macizo de calizas masivas, fracturado y elevado. Es punto de encuentro entre el mundo mediterráneo y el atlántico, entre las altas montañas del este y las bajas del oeste. Las mayores altitudes son: Torre Blanca (2615 m), Peña Vieja (2613 m), Peña Prieta (2536 m), Peña Remoña (2240 m), Tres Mares (2222 m) y Peña Labra (2018 m).
Dos son los elementos organizadores del relieve cántabro, la montaña y la costa. La costa está formada por una estrecha rasa mareal que da continuidad a Cantabria de este a oeste. Se trata de una planicie más o menos ancha que se extiende desde el borde del mar, o acantilado, hasta las primeras laderas de las montañas. Su génesis es la de una antigua costa marina, batida por las olas que hoy en día ha quedado emergida a varios metros sobre el nivel del mar, en algunos puntos incluso más de 100 metros.
En las montañas, además de los Picos de Europa, están las sierras, continuación de las sierras prelitorales asturianas. Son la Sierra del Escudo de Cabuérniga, montes de Ucieda, Alto del Gueto, Sierra de la Matanza y Sierra de Breñas. Son cadenas montañosas de unos 600-1000 metros de altitud, que separan el litoral de las tierras del interior. Estas tierras del interior no se resuelven en un surco prelitoral, sino en una sucesión de valles orientados de sur a norte que organizan la red hidrográfica cantábrica. Son los valles de Lamasón, Cabuérniga, Buelna, Toranzo, Carriedo, Cayón, Ruesga y Guriezo.

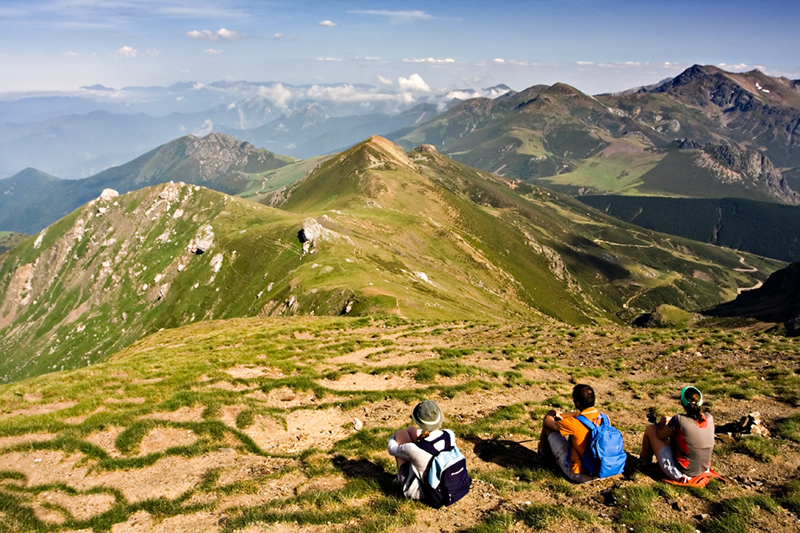
Vista de la Cordillera Cantábrica desde el pico Coriscao (2234 metros).

La continuación de los Picos de Europa se resuelve en una serie de sierras que forman la divisoria de aguas entre el Cantábrico, el Duero y el Ebro: sierras de Híjar, Bárcena Mayor, El Escudo, La Magdalena y la Sierra del Hornijo. Entre estas se encuentran una serie de valles: Baró, Cereceda, Valdeprado (los tres forman la comarca de Liébana), Luena, Pas y Soba.
Por último, al sur se encuentra el valle del Ebro que se cierra por las montañas palentinas.
Cantabria se divide, desde el punto de vista litológico, en dos conjuntos: las calizas del este y la cobertera mesozoica y terciaria del oeste, culminados, también por calizas, pero con presencia de arcillas y areniscas. Formación típica de los conjuntos sedimentarios. La caliza es omnipresente en Cantabria, por lo que la región es uno de los principales conjuntos kársticos del país, pero también la pizarra, las margas y las arcillas que conforman el relieve de las partes bajas.
Las montañas surgieron de los depósitos marinos plegados durante la orogenia alpina. La potencia de los pliegues es muy diferente de este a oeste. En el oeste es mucho más potente, aquí aparecen las mayores altitudes y los mantos de corrimiento, mientras que en oeste son mucho más suaves, y aparecen pliegues suaves, de tipo jurásico, bien directos bien invertidos. La red hidrográfica se adaptará a las direcciones de esta estructura orogénica.

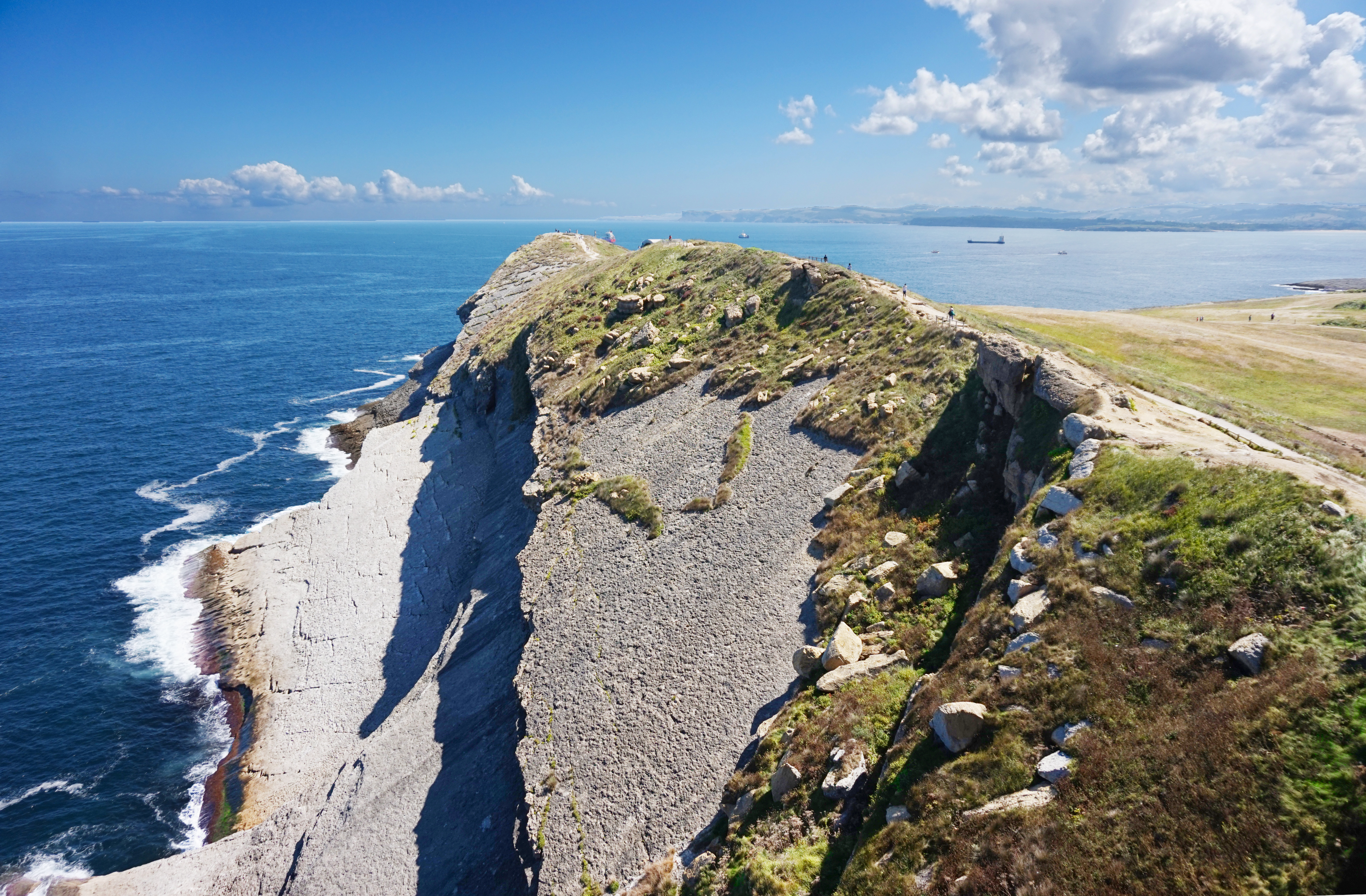
Rasa litoral en cabo Mayor. La costa cántabra se caracteriza por sus acantilados y plataformas de abrasión.

Todo el conjunto montañoso, sobre todo en las cumbres más altas, está retocado por el relieve glaciar. Proliferan los circos y valles glaciares, pero también las morrenas y diversos depósitos glaciares. También aparecen restos de erosión periglaciar, aunque está mucho más desmantelada.
En la costa predominan los acantilados, habiendo muy poca costa baja. Se trata de una costa estructural, muy poco erosionada desde el final de la orogenia alpina. Es una costa dentada, con muchos cabos y rías, pero de desarrollo moderado.

## Hidrografía

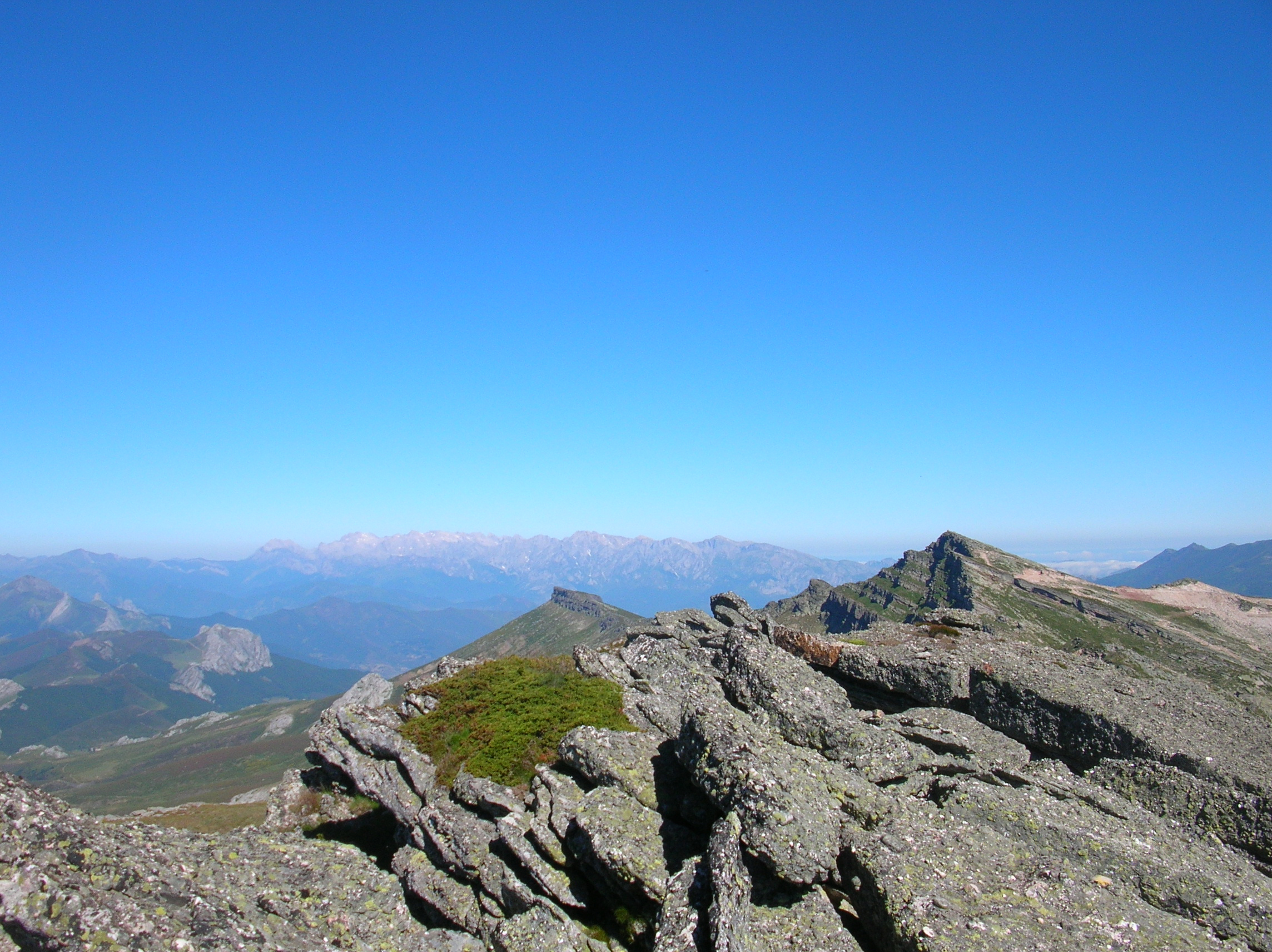
Pico Tres Mares y Peña Labra en Alto Campoo. El primero, de 2175 m de altitud, debe su nombre a ser límite de tres cuencas hidrográfica. Las aguas de los tres ríos que en él nacen van a parar a tres mares distintos: el Ebro al Mediterráneo. El Nansa al Cantábrico y el Pisuerga, afluente del Duero, Atlántico.

Cantabria divide sus aguas entre tres cuencas hidrográficas, la del Cantábrico y la del Ebro y la del Duero. Los ríos cántabros de la vertiente cantábrica son cortos y rápidos, con gran poder erosivo, aunque en casi su totalidad discurren en los límites de la región. La acción de estos cursos fluviales sobre el conjunto de depósitos mesozoicos y terciarios plegados por la orogenia alpina, por lo general de orientación este-oeste, ha dado lugar complicados valles en dirección norte-sur.
El más occidental de estos valles es el excavado por el río Deva, que nace en Peña Remoña, en el corazón de los Picos de Europa. Su afluente más importante es el río Cares, por la izquierda, que nace en los Picos de Europa de León. En Cantabria tienen por afluentes por la derecha al río Quiviesa y al río Bullón y por la izquierda el río Cantiján y el río Urdón, entre otros menores. Desemboca en el municipio de Val de San Vicente, en la ría de Tina Mayor, haciendo de frontera entre Asturias y Cantabria.
A continuación desemboca el río Nansa, uno de los principales ríos de Cantabria. Nace entre Peña Labra y el Pico Tres Mares, al lado contrario del río Híjar donde comienza la cuenca del Ebro. Todos sus afluentes son cortos y nacen en las montañas próximas. Desemboca en la ría de Tina Menor cerca de Pesués.
Hacia el oeste encontramos dos ríos muy cortos el río Escudo y el río Gandarilla que forman la amplia ría de San Vicente, en San Vicente de la Barquera. Son ríos que, como muchos otros, nacen en las laderas norteñas de las montañas litorales.

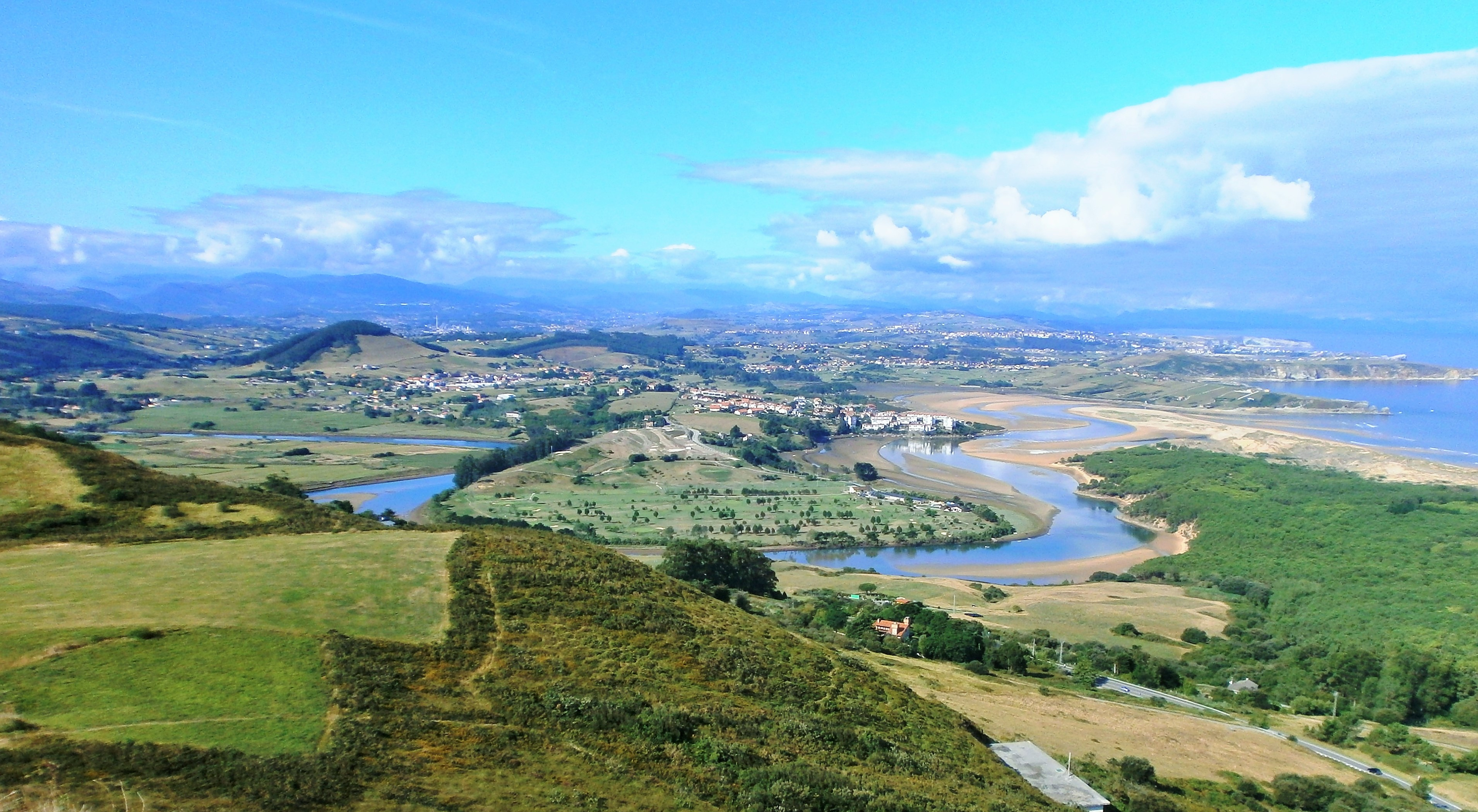
Estuario y desembocadura del río Pas.

A continuación encontramos la desembocadura del río Saja, que con su afluente por la derecha, el río Besaya, forma la principal cuenca hidrográfica de Cantabria. El Saja nace en el pico Tres Mares, recoge las aguas de Cabuérniga, pasa por Cabezón de la Sal y se dirige a Torrelavega, y tras recibir las aguas del Besaya desemboca en la ría de Suances. Otros afluentes por la derecha son el río Lodar y el río Bayones. El río Besaya tiene su nacimiento muy cerca del cauce del Ebro, en una zona de topografía suave en la que la divisoria de aguas parece dudosa. Es la vía natural de comunicaciones entre el Ebro y Santander. El Besaya se dirige rápidamente hacia el mar pasando por Los Corrales de Buelna y desembocando en el río Saja en Torrelavega.
El río Pas nace en las alturas que cierran el valle del Pas, donde recibe sus principales afluentes. A continuación atraviesa el valle de Toranzo y tras él recibe por la derecha al río Pisueña. Desemboca en la amplia ría de Mogro.
A continuación encontramos la amplia bahía de Santander. En ella desembocan tres ríos principales, el río Mina, el río Miera y el río Cubas. Sólo el Miera tiene su nacimiento fuera de las montañas próximas, ya que nace cerca del portillo de Lunada. El río Campiazo es un río muy corto que forma la larga y estrecha ría de Ajo.
A continuación encontramos el río Asón, que nace en los Collados del Asón y desemboca en el mar en la ría de Treto, cerca de Colindres. La desembocadura de la ría de Treto está flanqueada por Santoña y Laredo y su boca da paso a la bahía de Santoña. El Asón tiene dos afluentes importantes por la derecha, el río Gándara y el río Carranza, que nace en Vizcaya. Por último encontramos el río Agüera, que forma la ría de Oriñón.
Sin embargo, Cantabria es ante todo la cuna del río Ebro. El Ebro resurge en Fontibre, cerca de Reinosa, y desemboca en cerca de Tortosa, provincia de Tarragona, en el Mar Mediterráneo. Pero Fontibre no es más que una surgencia kárstica de las aguas subterráneas del río Híjar. El Híjar nace en el circo glaciar de Pico Tres Mares, recoge las aguas de la vertiente norte de la sierra de Híjar por la derecha y de la Sierra del Cordel por la izquierda. Tras más de 20 km de recorrido, la mayor parte de su cauce discurre subterráneamente 800 metros hasta volver a ver la luz en Fontibre. Otro pequeño brazo del Híjar, seco durante el verano, se reúne con el principal -ya con el nombre de Ebro- en Reinosa. Poco después de Reinosa el Ebro se embalsa. Con sus 540 millones de metros cúbicos el embalse del Ebro es uno de los más grandes de España. Su presa se encuentra en un estrecho paso en Arroyo, pero se extiende hasta rebasar los límites de la comunidad e inundar tierras de Burgos. 
Casi todo el municipio de Valdeolea, y parte Valdeprado del Río, pertenecen a la cuenca del Duero, pues drenan sus aguas al río Camesa, afluente del Pisuerga en el vecino pueblo palentino de Aguilar de Campoo.
Cantabria no es tierra de lagos. El único realmente reseñable es el Pozón de la Dolores, cerca de Santander. Sin embargo la existencia de embalses es constante, tanto en la cabecera de los ríos como en el curso medio. Se trata de embalses dedicados a la producción de energía eléctrica y el consumo humano. Aparte del mencionado Embalse del Ebro cabe señalar los de Alsa, Cohilla y Palombera.
Los ríos cántabros son de alimentación nivopluvial, con un máximo en primavera y un mínimo en verano. Sólo los ríos que nacen cerca de la costa son de alimentación pluvionival, y los más cortos pluvial, con un máximo en otoño y un máximo secundario en primavera. El mínimo continúa dándose en verano.

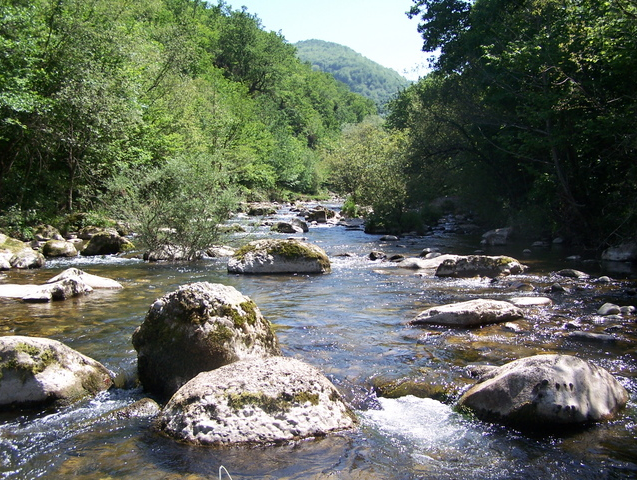
Río Nansa.
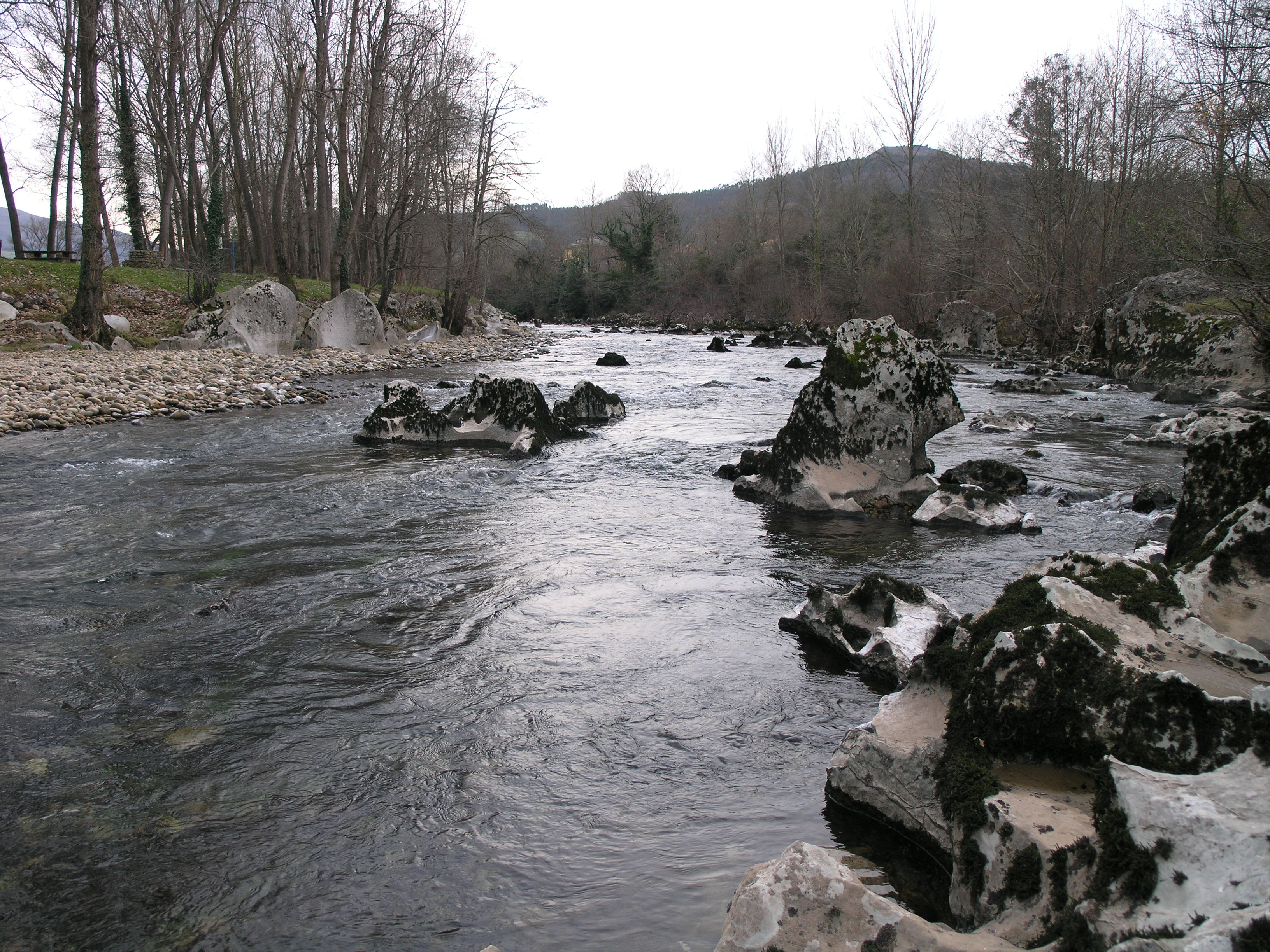
Río Pas a su paso por Puente Viesgo.
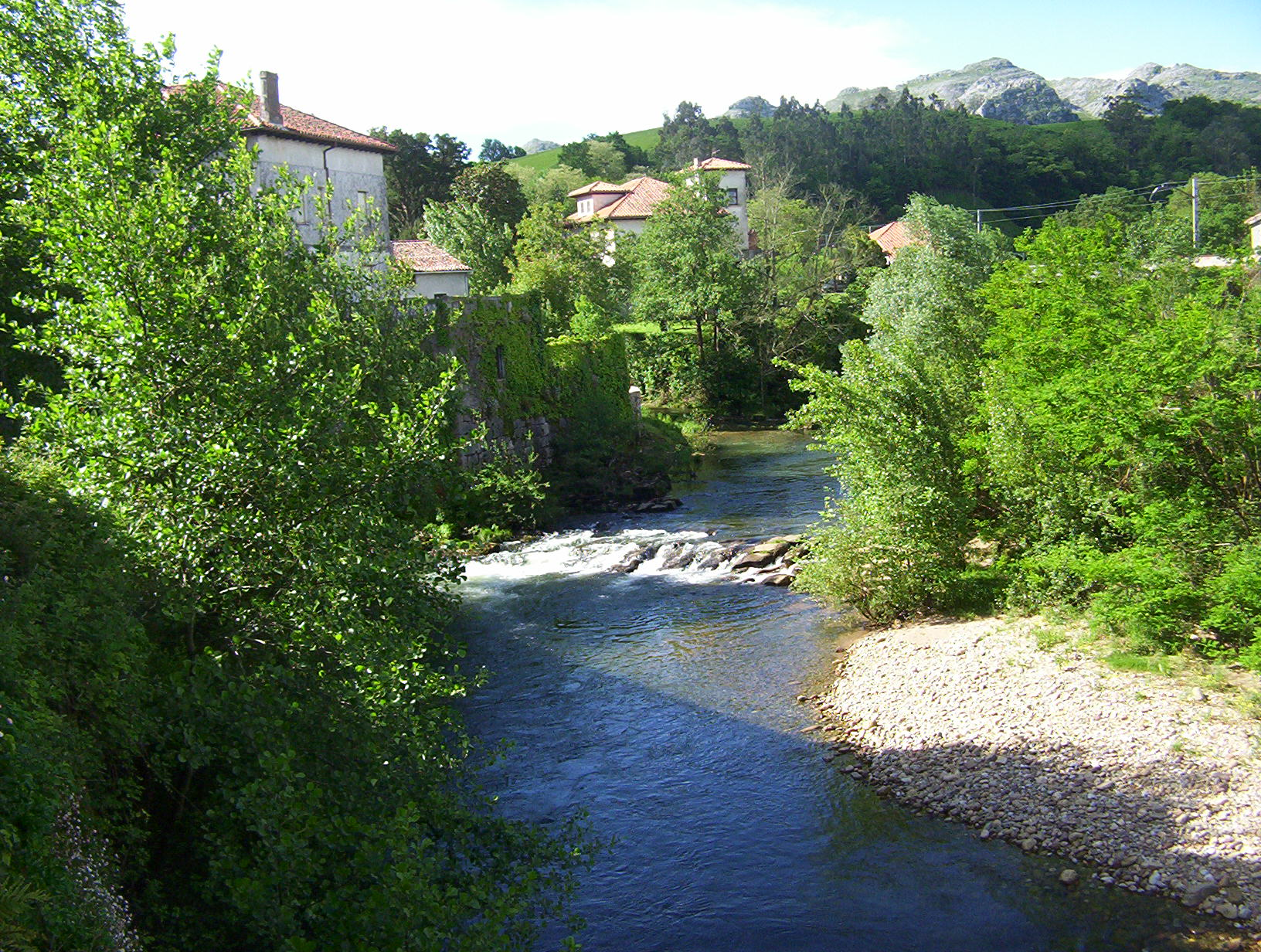
Río Miera a su paso por La Cavada.
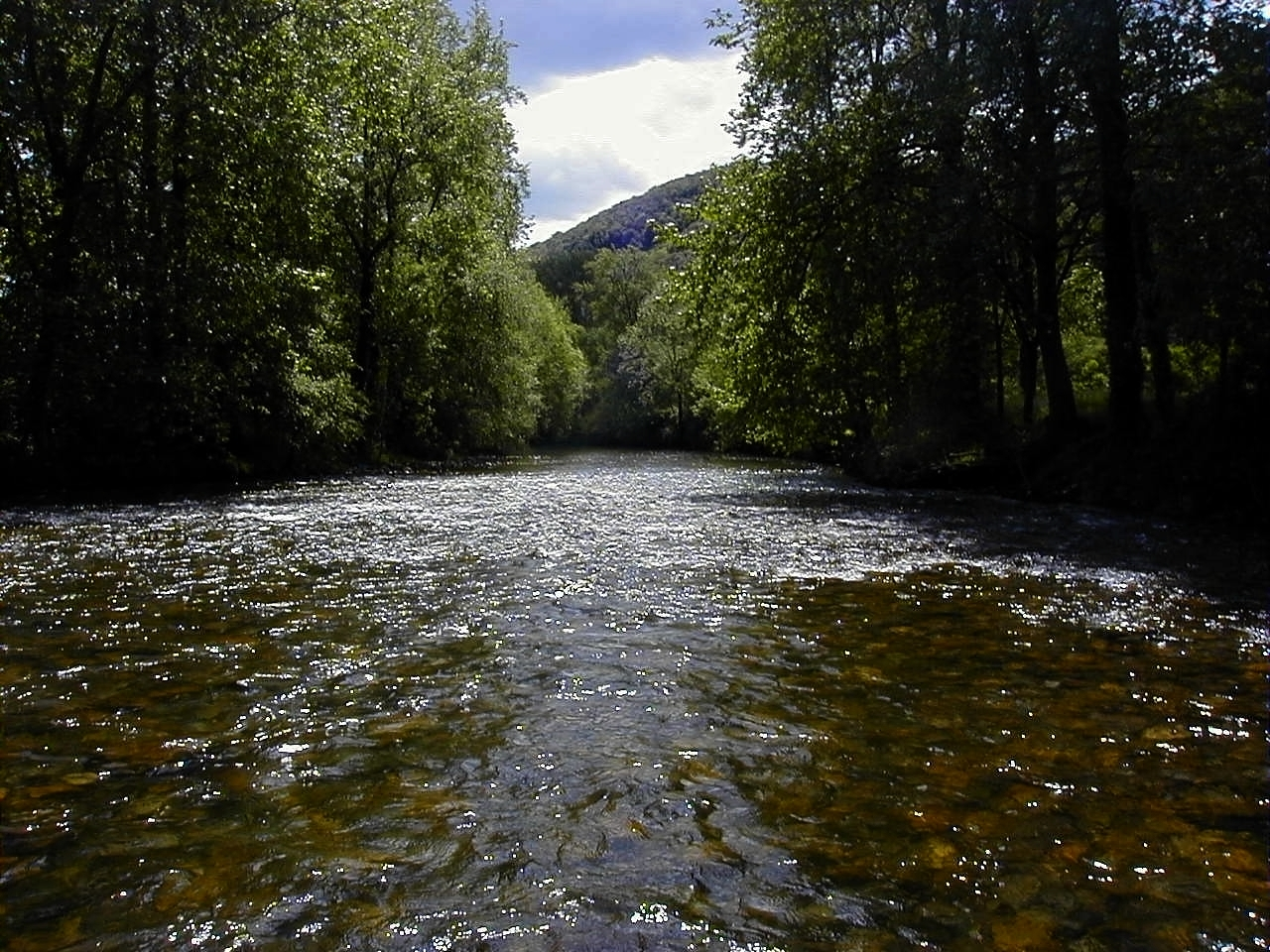
Río Asón a su paso por Valle.
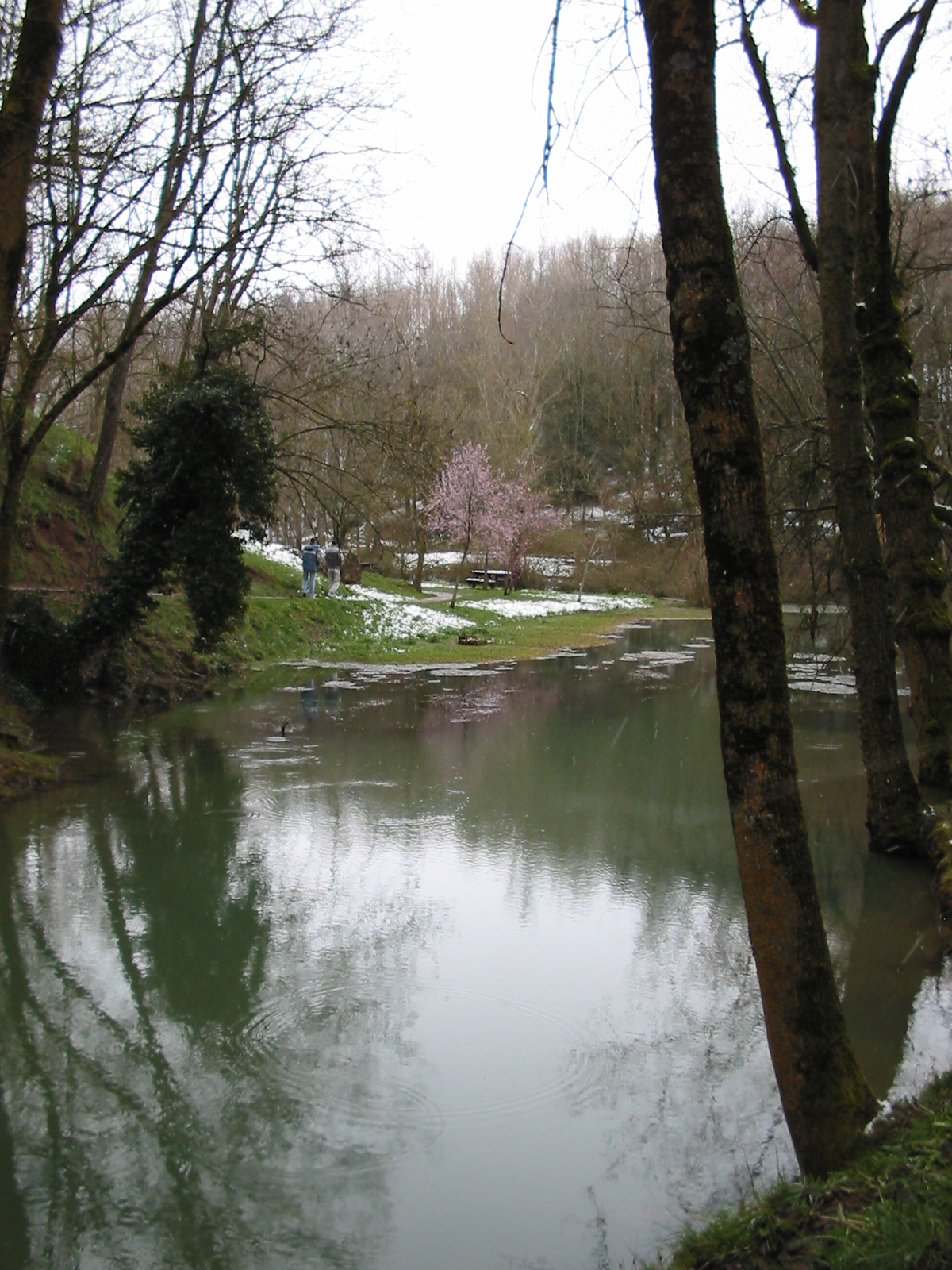
Río Ebro en su resurgimiento de Fontibre.
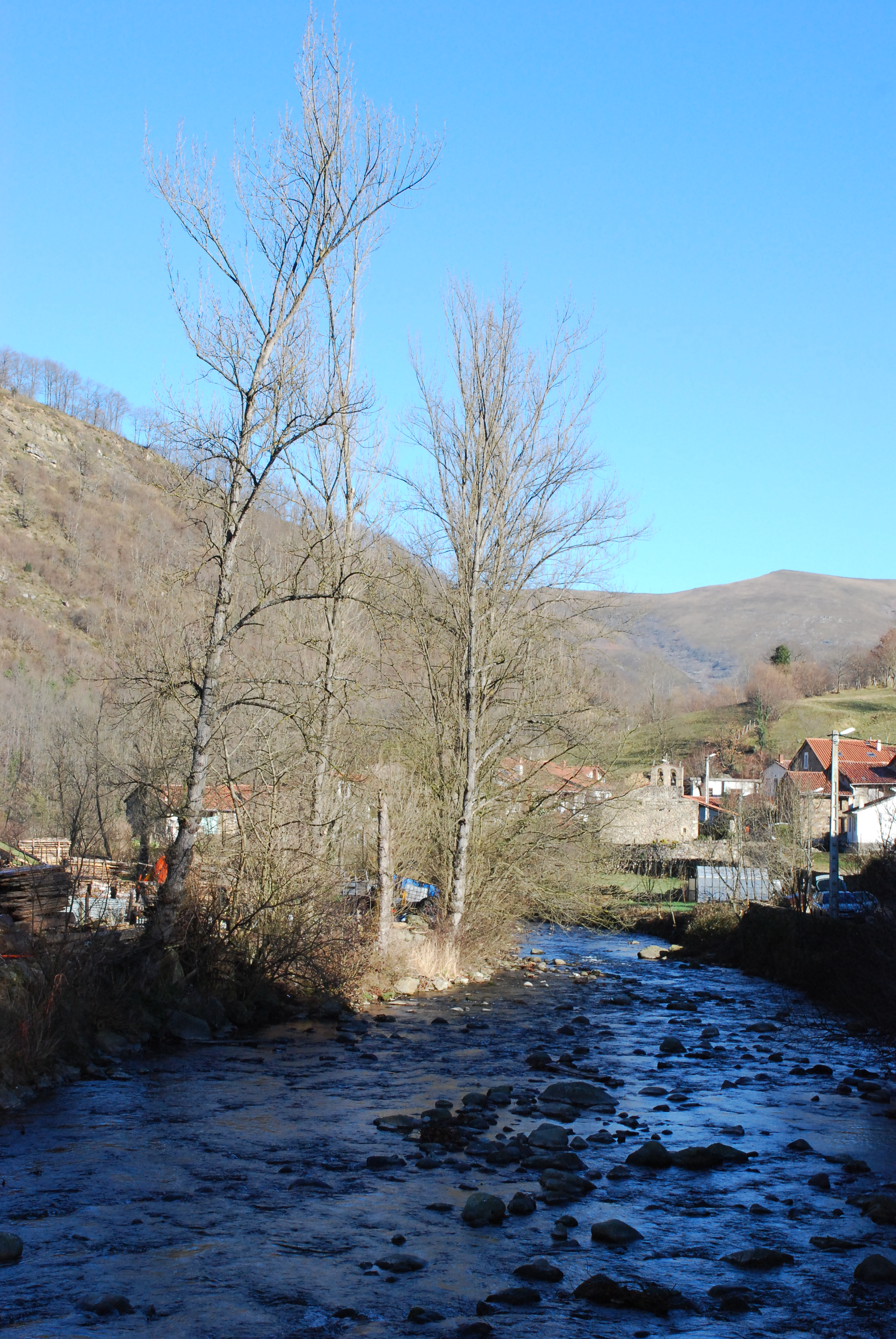
Río Saja a su paso por la localidad de Saja.

## Clima

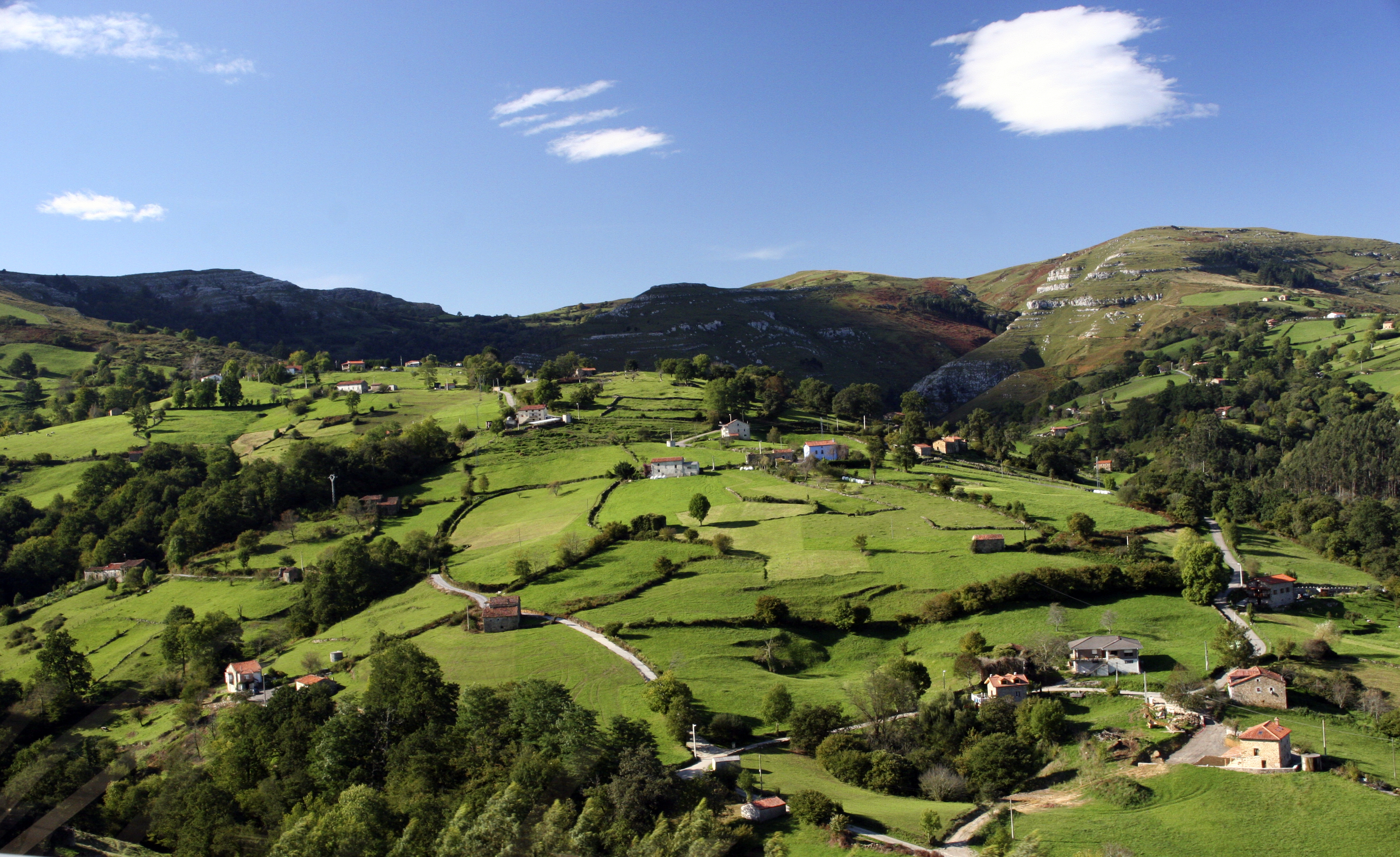
Verano en Cantabria. La mayor parte de la región se caracteriza por una homotermia a lo largo del año.

Cantabria posee dos climas bien diferenciados, el clima marítimo de la costa oeste y el clima mediterráneo. El clima marítimo de la costa oeste es lluvioso, ya que recibe la influencia de los vientos dominantes del oeste que traen masas de aire húmedas, ya sean estas polares o tropicales. El efecto barrera que ofrece la Cordillera Cantábrica da a los valores del clima un fuerte gradiente entre el norte y el sur. Pasada la línea de cumbres hacia el valle del Ebro el Efecto Foehn hace que el clima sea más seco y con mayores contrastes térmicos. La región queda bajo la influencia del clima mediterráneo. Los centros de acción que definen el clima cántabro son el frente polar y el anticiclón de las Azores, pero los tipos de tiempo que traen estos centros de acción se ven muy modificados por la presencia de las montañas. Hay que señalar que la comarca de Liébana, cerrada entre los Picos de Europa y Peña Sagra, constituye una excepción climática, ya que aunque está dentro del dominio marítimo presenta rasgos claramente mediterráneos.
Cantabria tiene un clima de temperaturas suaves, con temperaturas máximas que no supera los 30°C y valores medios anuales por debajo de los 20 °C, con una amplitud térmica reducida (entre 8 y 15 °C). En verano no existen meses de aridez y las medias de las temperaturas mínimas se dan en invierno. 
Existe un fuerte gradiente desde la costa hacia los Picos de Europa y la sierra de Hornijo; no es tan fuerte hacia la sierra de Bárcena. Las temperaturas más cálidas se dan en la costa. 

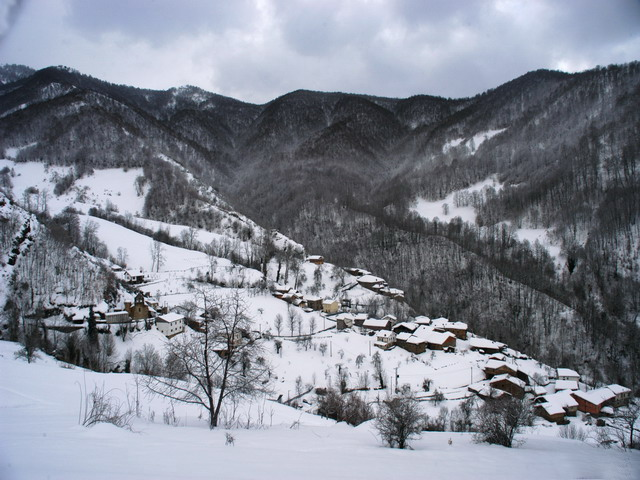
Invierno nevado en Lamedo (Liébana), un clima de montaña.

A partir de aquí el descenso de la temperatura a causa de la altitud es rapidísima. En las cumbres más altas de Picos de Europa y la sierra de Hornijo las temperaturas medias anuales están en torno a los 2 °C, e incluso menos. Con estas características se establece una diferencia muy importante entre el litoral, donde no hay ningún mes de heladas seguras, aunque sí hay dos meses de heladas probables, y las montañas, en las que hay dos, tres, y hasta cuatro meses de heladas seguras. Esto implica que en las cumbres, buena parte de las precipitaciones sean en forma de nieve. Incluso los valles interiores tienen meses de inviernos fríos. El valle del Ebro posee temperaturas más contrastadas. El verano suele ser fresco, y no superar los 20 °C pero el invierno puede llegar a ser frío, con temperaturas medias de 5 °C. Se dan dos meses de heladas seguras. Liébana presenta temperaturas más cálidas que las de las montañas de su entorno.
Las precipitaciones son abundantes, siempre por encima de los 800 mm, excepto en el valle del Ebro y Liébana. El máximo se alcanza en invierno y el mínimo en verano. Hay un máximo secundario en primavera. En la costa caen entre 800 y 1000 mm, y valores muy similares se recogen en el valle del Ebro, aunque en el extremo sur suelen ser menores de 800 mm. También se recogen menos de 800 mm en el valle de Liébana. La mayor parte de la región se sitúa entre los 1000 y 1200 mm.

A medida que ascendemos en las montañas el efecto barrera hace que las precipitaciones aumenten rápidamente hasta alcanzar más de 2000 mm anuales en Picos de Europa, Peña Sagra y la Sierra de Hornijo.

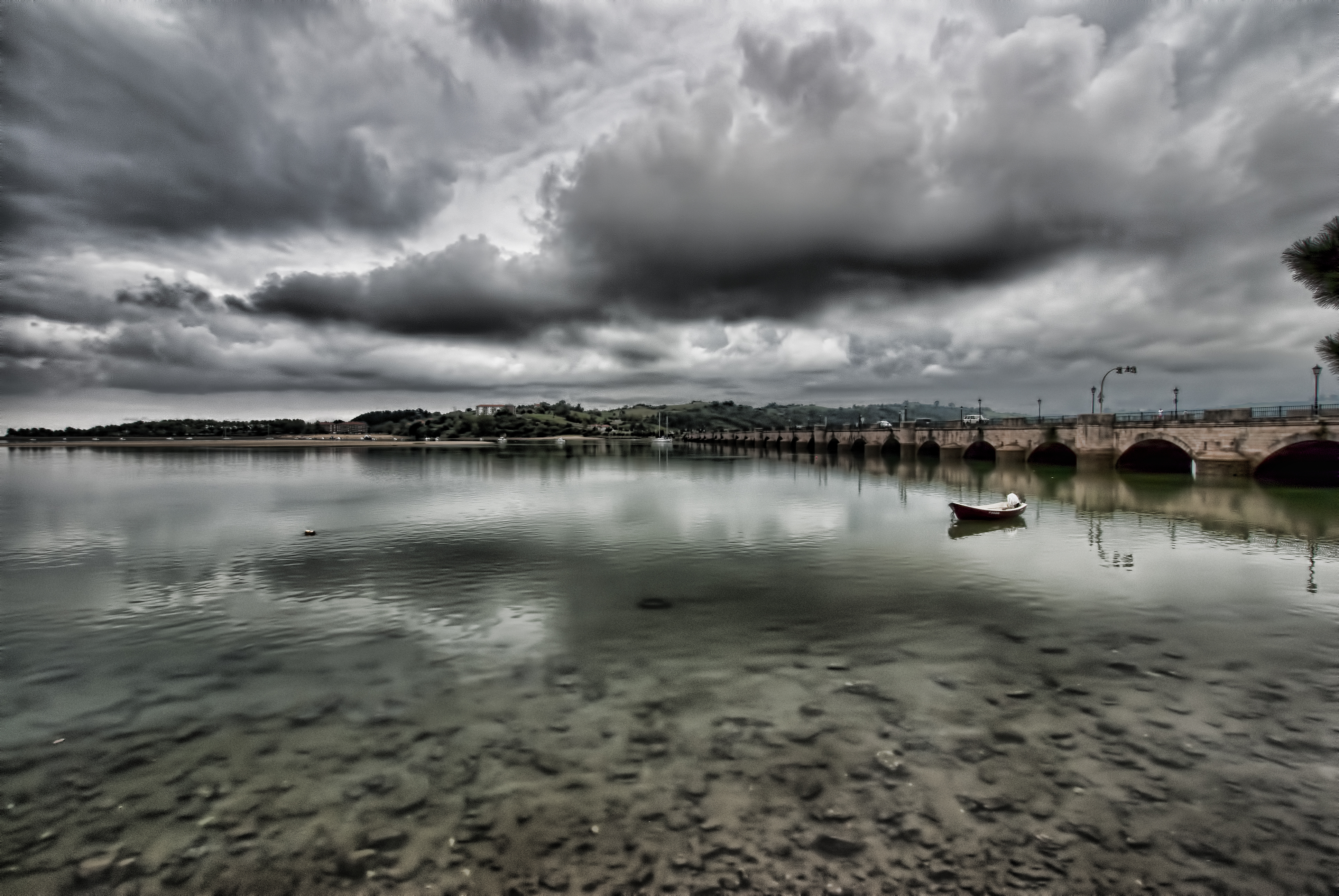
Cielo plomizo de cumulonimbus, una nube de tormenta, en San Vicente de la Barquera. La precipitación es el aspecto más relevante del clima de Cantabria.

No se dan en Cantabria meses de aridez estival. La excepción es el valle del Ebro y Liébana, en los que solo se puede considerar un mes de aridez, el cual no es muy acusado. Únicamente en el extremo sur aparecen tres meses de aridez, ya en pleno clima mediterráneo.

La insolación no suele superar las 2000 horas anuales, siendo muchos los días nublados. La combinación de temperaturas frías y humedad del valle Ebro, sobre todo después de la construcción del embalse, hace que en invierno sean muy frecuentes las nieblas. En toda la región son frecuentes las nieblas matinales en primavera, sobre todo en el fondo de los valles y la costa. En verano es normal que amanezca nublado pero que se vaya despejando a medida que se calienta el día.
Las zonas costeras están sometidas a vientos constantes, que frecuentemente llegan a ser fuertes. Cuando los vientos soplan de la Meseta, del sur, el Efecto Foehn despliega toda su potencia y se producen las llamadas suradas. Son vientos ya de por sí secos, pero que se resecan aún más al dejar la humedad en la vertiente sur. Tras pasar por las cumbres de la cordillera, a más de 1800 metros de altitud, comienza a descender rápidamente y a recalentarse hasta llegar al nivel del mar. Son vientos muy fuertes e inesperados. Este meteoro puede cambiar el tipo de tiempo en cuestión de horas, y pasar de un tiempo nublado y fresco (8 °C) a otro soleado, ventoso y caluroso (30 °C). Es una situación esporádica que se repite varias veces durante el invierno y son más fuertes si tienen una componente suroeste o sureste, ya que atraviesan montañas más altas.

## Vegetación

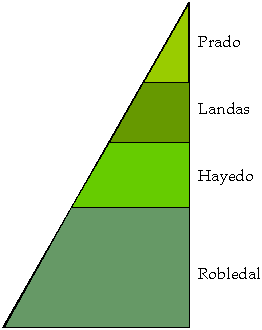
Cliserie típica presente en Cantabria.

La vegetación en Cantabria depende de tres factores fundamentales, el suelo, el clima lluvioso y la acción antrópica.
El suelo depende decisivamente de una topografía en cuesta casi constante, lo que empobrece mucho los suelos. A pesar de esta circunstancia en Cantabria no son frecuentes las laderas abancaladas.
El clima cántabro, lluvioso y templado, es muy bueno para el desarrollo de las especies típicas del bosque caducifolio, y en el valle del Ebro y Liébana del bosque mediterráneo. No obstante la vegetación está intensamente transformada por la acción humana, una transformación que se remonta a la Prehistoria pero que ha sido más intensa en el siglo XX. Las montañas presentan un bosque claro, que ha tenido mucho aprovechamiento para pasto. El litoral ha sufrido el impacto de las especies de repoblación de crecimiento rápido y aprovechamiento económico: el pino y el eucalipto. Estas especies introducidas ocupan las laderas de las montañas más próximas a la costa. En realidad, prácticamente la totalidad de la marina está transformado y el bosque autóctono se reduce a las más altas montañas.

En Cantabria son muy importantes, tanto en el norte como en el sur, los bosques de ribera, con el aliso como especie dominante. En esta región estos bosques se llaman ansares.
La especie representativa del bosque cántabro es el roble, aunque en las zonas calizas, tanto las costeras como las montañosas, aparece la encina gracias a la relativa sequedad del ambiente. El roble forma el bosque del piso basal mezclado con el aliso, bosques mixtos que aparecen junto con especies de sotobosque, como el fresno, avellano, arce, endrino, cornejo y tilo. Hoy en día estos bosques se reducen a las laderas más escarpadas y las riberas de los ríos más encajados.

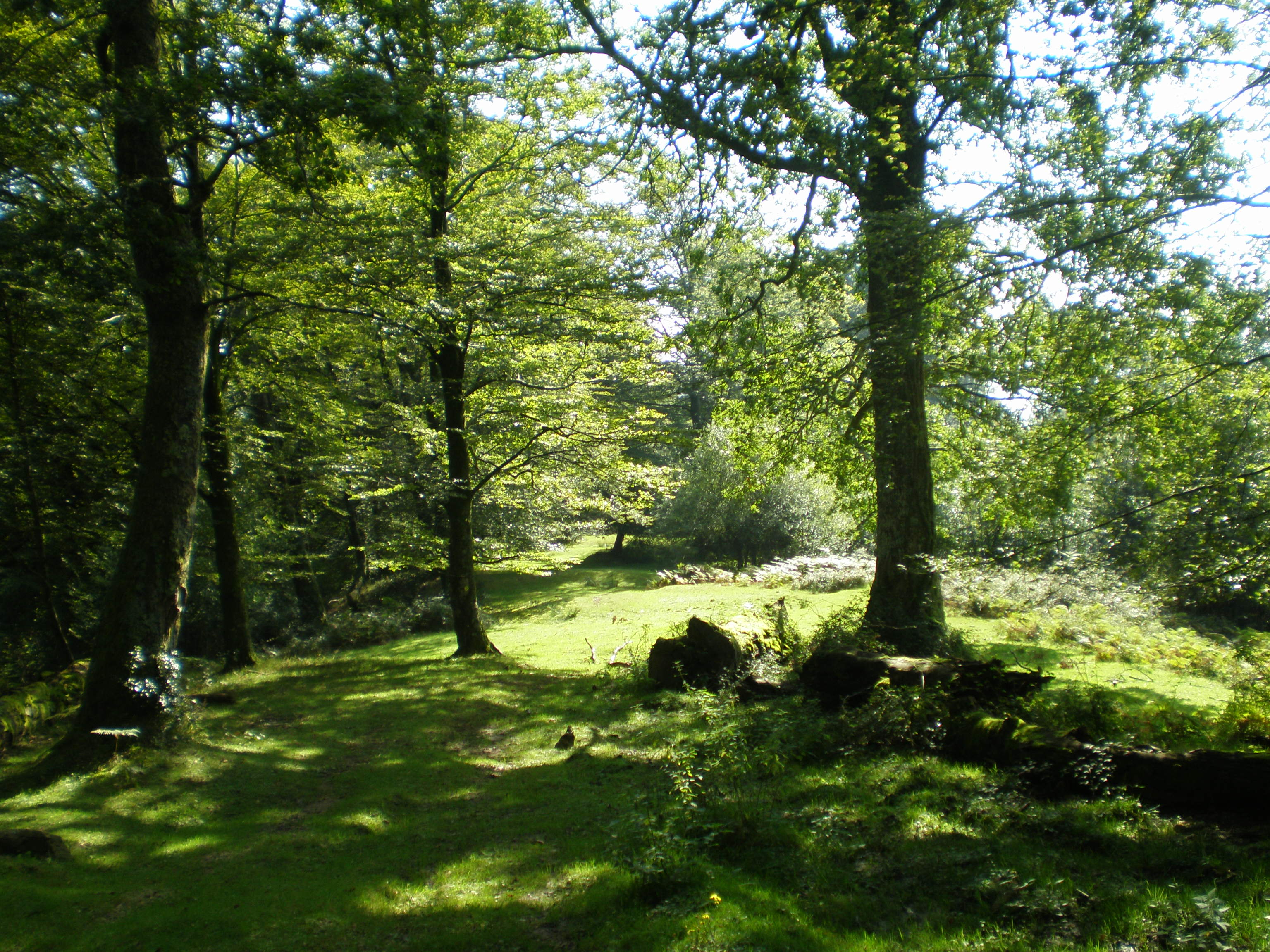
Bosque de hayas y cajigas en el Monte Ucieda, en Ruente.

La encina, por el contrario, tiene una mayor presencia, y no solo en la comarca de Liébana y en el sur, sino en todas las zonas calizas. Esto se debe a que los suelos calizos son peores para la agricultura, y por lo tanto ha sufrido menos la presión antrópica. En la comarca de Liébana, y en las zonas más soleadas aparece el alcornoque. Por encima, en el piso montano (400-600 m), aparece el haya, aunque en las zonas bajas está mezclada con el roble rebollo. 
El haya, por lo general situado a la umbría, forma bosque de importancia, que tienen una continuidad notable. El hayedo desborda los límites de la montaña cantábrica y se extiende por la ladera mediterránea, tanto en Liébana como en el valle del Ebro. En el piso subalpino aparece el abedul, pero prevalece el matorral: la landa. Predominan especies como el árgoma o tojo, el brezo en las zonas más secas, los piornos y las escobas, las jaras y los enebros en las zonas más elevadas; y por supuesto helechos y retamas.
En las tierras más altas, pero también en las laderas dedicadas a pasto, aparece la pradera herbácea. Por encima de los 1700 metros la pradera es natural pero por debajo responden a la acción antrópica. Las más altas son brañas, praderas de diente donde pasta el ganado, mientras que las más bajas son praderas de siega, aprovechadas para el forraje de invierno.